# Цвинтарі Львова

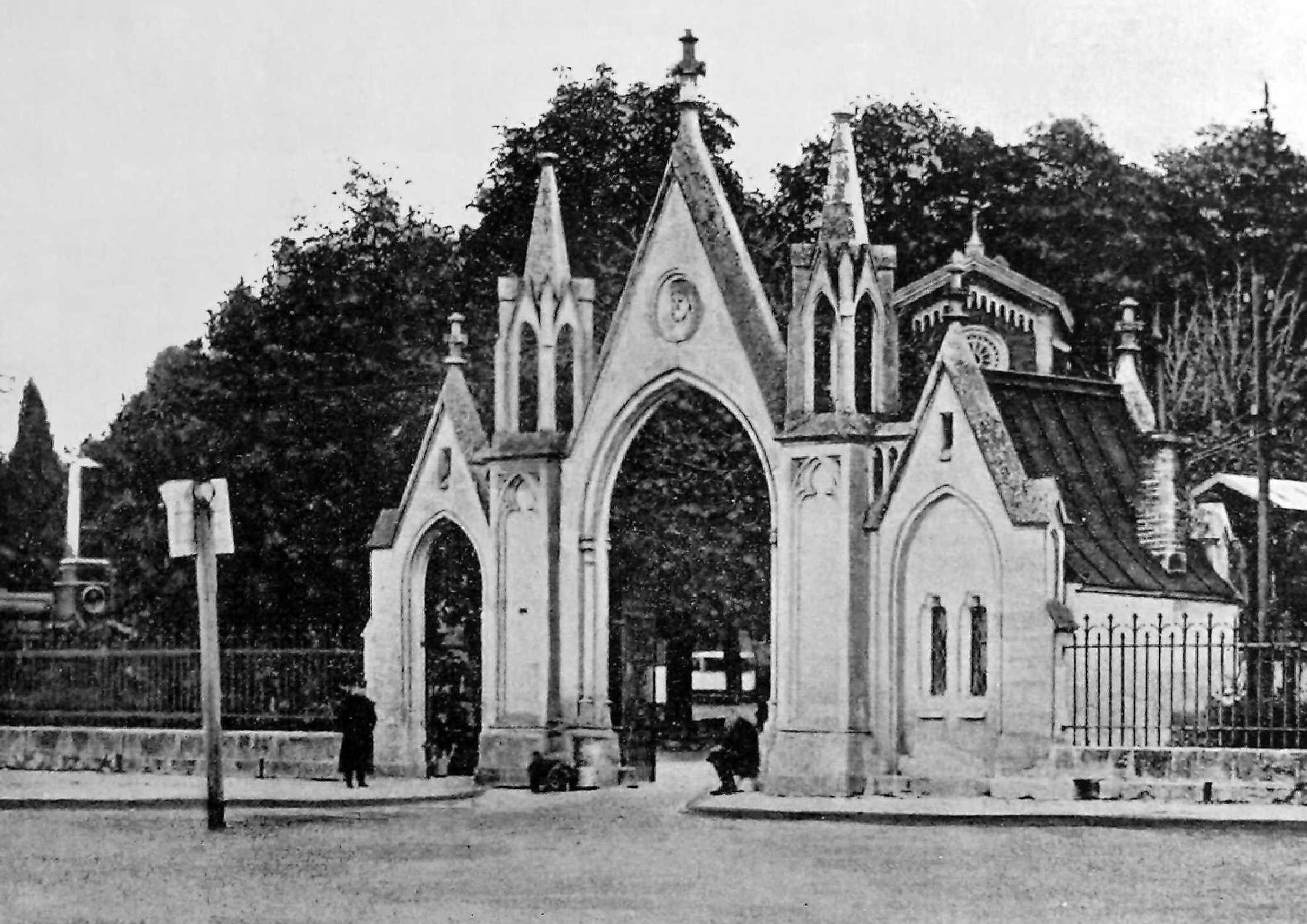
Вхідна брама Личаківського цвинтаря (фото поч. XX ст.)

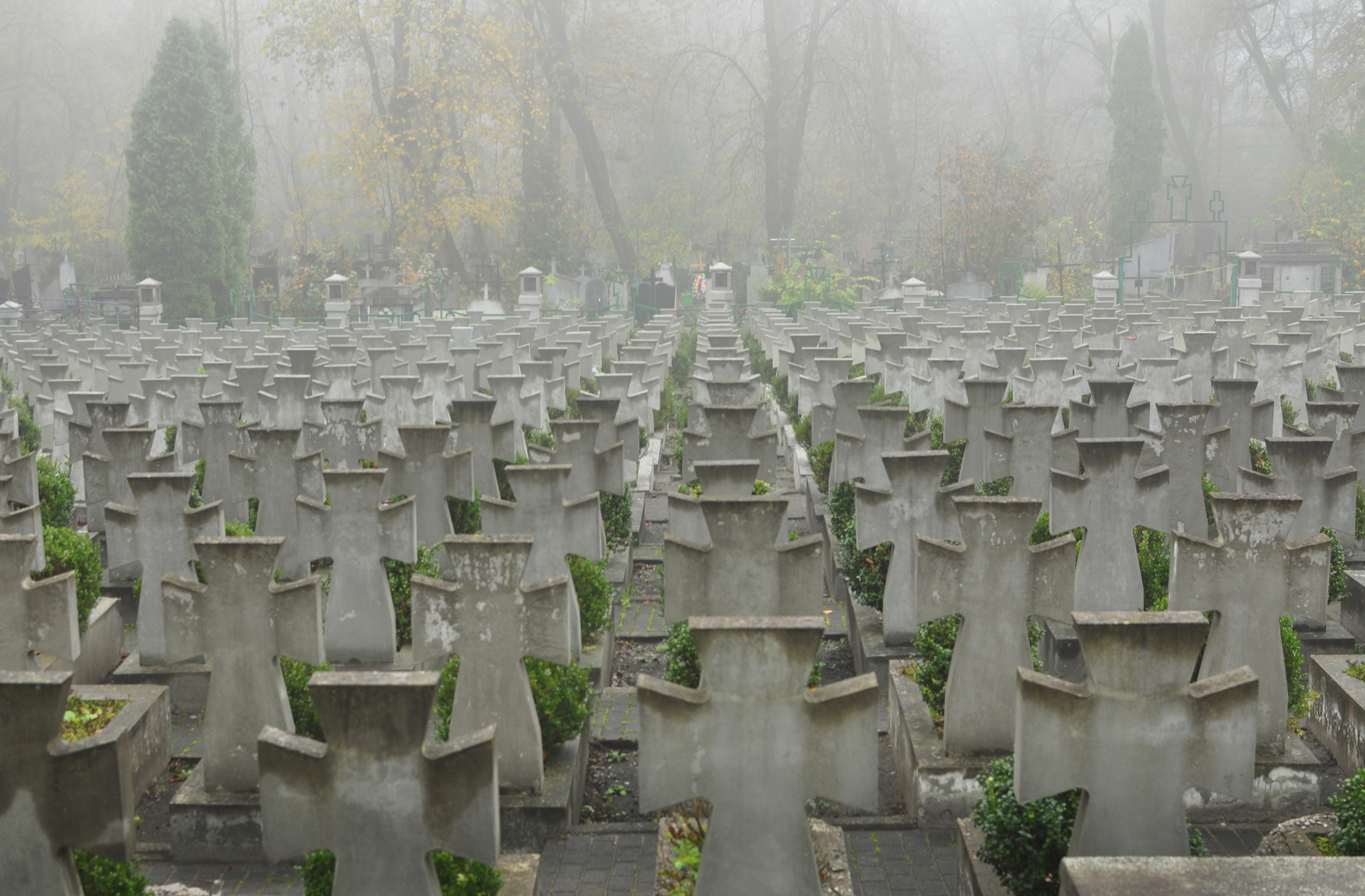
Меморіал Українських січових стрільців на Янівському цвинтарі

Стаття описує колишні та теперішні цвинтарі в місті Львів.
Ще з часу заснування міста християнські парафії дотримувалися традиції ховати померлих на прицерковних цвинтарях. На Краківському передмісті власний цвинтар мала єврейська громада. Наприкінці XVIII сторіччя австрійська влада видала указ, згідно з яким кладовища в межах населених пунктів повинні бути закриті, а нові некрополі — закладені за межами міст і селищ з огляду на санітарні вимоги. Саме для виконання цього указу засновано Личаківський цвинтар (1786; один із найстаріших міських (комунальних) цвинтарів Східної Європи), а зі стрімким зростання населення міста в індустріальну епоху другим найважливішим цвинтарем став Янівський, відкритий 1888 року. Ці два некрополі є найбільш історичними завдяки відомим особам, які там поховані, та цінним скульптурним композиціям.
Німецька влада під час Другої світової війни зрівняла з землею єврейські цвинтарі, а пізніше радянська — зруйнувала польський військовий меморіал на Личакові та недбало ставилася до будь-яких національних некрополів (єврейських, польських, українських, німецьких і т. ін.), які занепадали, зазнавали вандалізму і руйнації.
Станом на 2011 рік у місті є відкриті та напіввідкриті цвинтарі — Голосківський (єдиний, який повноцінно діє; найбільший на заході України), Сихівський, Ряснянський, Янівський (на них можливі дозахоронення в гробівці й могили родичів). Личаківський цвинтар має статус музею-заповідника, там ховають видатних діячів Львова, а також дозволено підзахоронення в гробівці родичів.

## Історія

### До XVIII століття

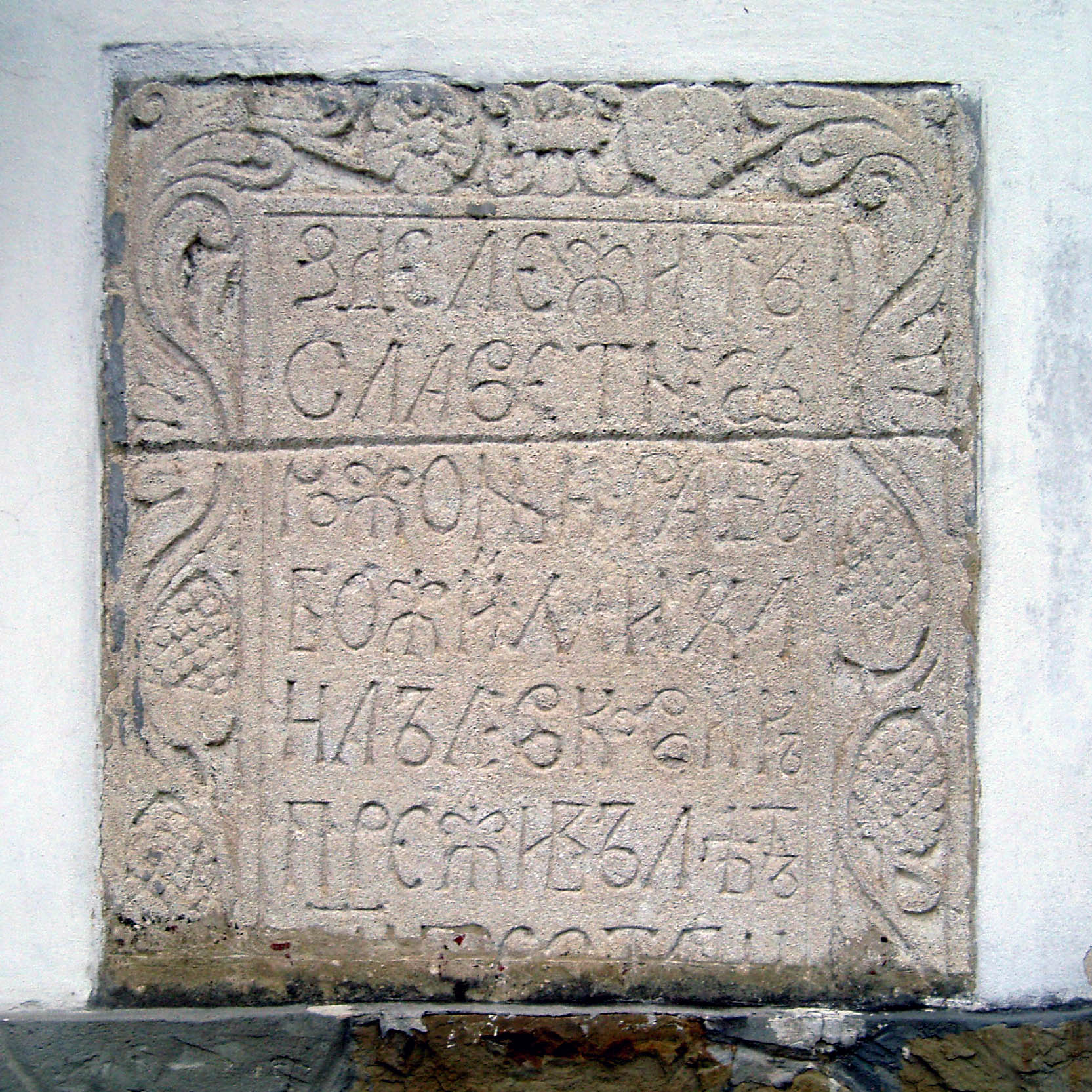
Надгробна плита М. Левковича (~1600 рік), монастир св. Онуфрія

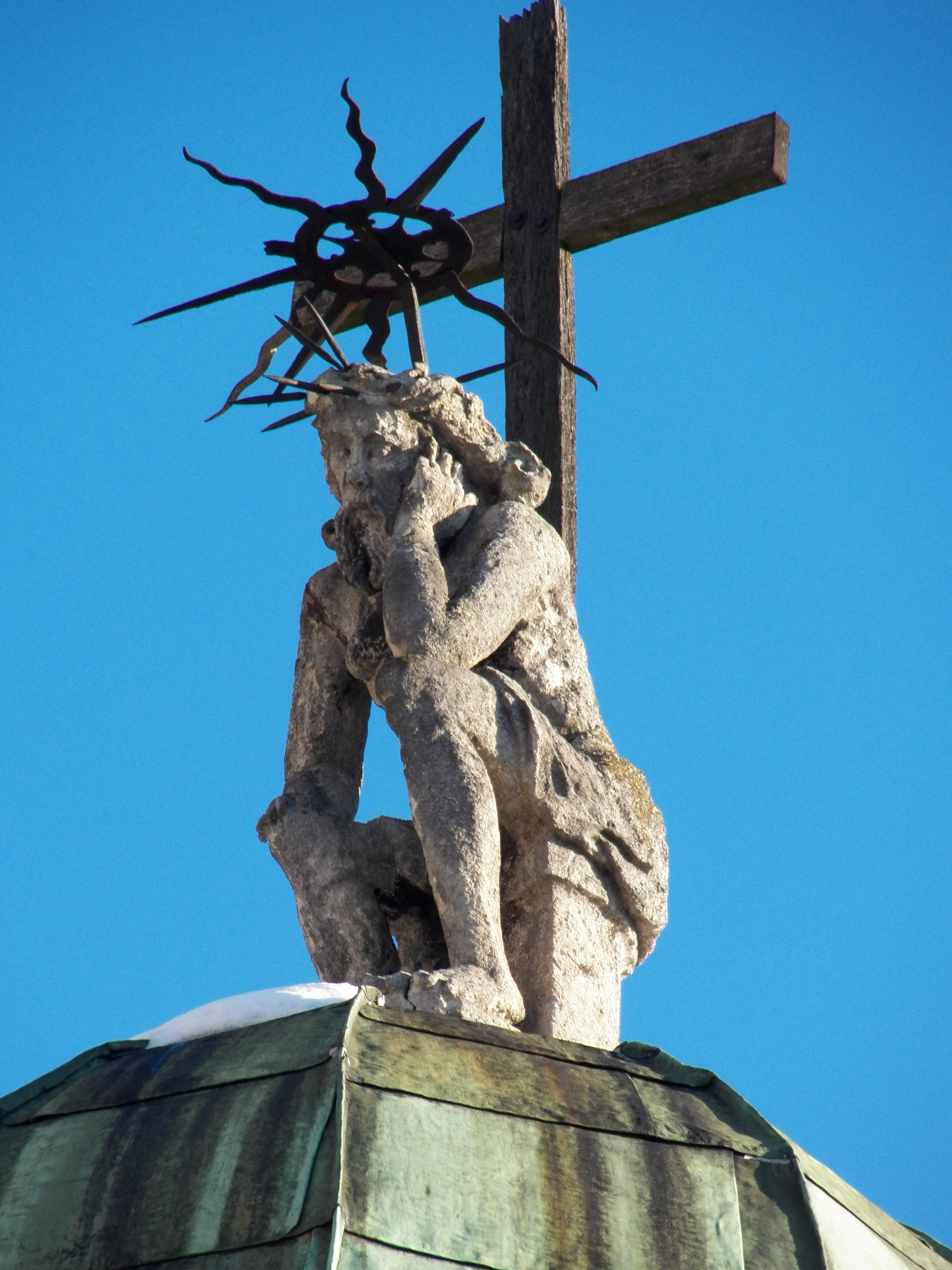
Скульптура Скорботного Ісуса над каплицею Боїмів, спорудженою на початку XVII ст.

Ще з часу заснування міста християнські парафії дотримувалися традиції ховати померлих на прицерковних цвинтарях. Відповідно, основні цвинтарі як міста, так і передмість були зосереджені навколо храмів і монастирів. Найбільшими християнськими конфесіями в середньовічному Львові були католицизм, православ'я та вірменська церква. На Краківському передмісті було розташоване кладовище («окописько») єврейської громади. Більшости провінційних єврейських громад аж до кінця XVI-го століття не дозволялося мати свої цвинтарі. Тому в період пізнього середньовіччя Старий єврейський цвинтар у Львові став місцем вічного спочинку для всіх євреїв Галичини. Імовірно, мали своє мусульманське кладовище й татари і сарацини — припускають, що воно могло знаходитись між Стрільницькою горою та горою Стефана (див. Пагорби Львова), або в районі сучасної Цитаделі.
Більшість храмів ХІІІ–XIV ст., як і цвинтарі при них (біля церков св. Миколая, св. Параскевії П'ятниці, Св. Духа, Успіння Богородиці, св. Онуфрія, костелів Івана Хрестителя, Марії Сніжної, римо-католицької катедри, вірменського собору), не збереглися. Старий єврейський цвинтар на території нинішнього Краківського ринку знищили в роки німецької окупації (1942—1943 рр.) і повоєнний період.
Православний Святоонуфріївський монастир і його цвинтар згадуються у грамоті князя Лева з 1292 p., наданій церкві Св. Миколи у Львові і підтвердженій королем Казимиром 1448 року. Хоча сама грамота, як уважають історики, є фальсифікатом XV ст., однак це свідчить про те, що у XV столітті монастир і цвинтар уже існували.
Частим явищем середньовічних міст, серед них і Львова, були епідемії чуми, холери та тифу. Померлих під час епідемій ховали не на міських кладовищах, а за межами міських мурів. Одне з таких морових кладовищ з XVI століття було розташоване на місці нинішнього Личаківського цвинтаря.
Міські кладовища, розташовані переважно при монастирях і церквах, загрожували санітарному стану Львова. Одним з найбільших цвинтарів всередині міських стін було кладовище при Латинському соборі, від якого до наших днів дійшла лише каплиця Боїмів. Під час австрійського правління всі середньовічні цвинтарі Львова були ліквідовані.

### Австрійські реформи
У 1783—1785 роках австрійська влада заборонила ховати жителів у межах населених пунктів. Унаслідок цього закладено чи облагороджено існуючі цвинтарі на околицях Львова: Личаківський, Жовківський (інакше — «Папарівка», закритий 1856 року), Городоцький (діяв до 1875), Стрийський (до 1893), а наприкінці XIX ст. — Янівський.

### XIX століття
Уже через кілька десятиліть після відкриття, Личаківський цвинтар став найбажанішим місцем останнього спочинку для померлих близьких. Наприклад, тіла вбогих, бездомних, сиріт, немовлят, хворих, ув'язнених, злочинців і самогубців прийнято було ховати на Стрийському кладовищі. Також на Стрийському цвинтарі в безіменних могилах спочили російські солдати, які померли від хвороб під час походу на Угорщину 1849 року. Городоцький цвинтар був невеликим, обслуговував суто навколишній район і місто не планувало його розширювати. Усе це спричинило ситуацію, коли за статистикою 1859-1862 років Личаківська некрополія приймала біля 1200 поховань щороку, тоді як Городоцька і Стрийська разом узяті — близько 600, попри те, що в сумі ці цвинтарі обслуговували більшу кількість районів міста. Хоча місто було поділене на округи, жителі яких мали бути поховані на відповідних цвинтарях залежно від кварталу, де мешкали, існувала можливість змінити місце поховання за додаткову оплату. Личаківський цвинтар уважали «елітним», а поховання там були в 1,5-2 рази флоринів дорожчі.
Після закриття Городоцького (1875) і Стрийського (1893) цвинтарів Янівський перейняв роль місця поховання бідніших верст населення Львова. Відповідно до міських поховальних тарифів, ціни за поховання та збереження могили (на 10 років) на Личаківському цвинтарі в 2-3 рази перевищували відповідні суми на Янівському. У статті «Газети Львівської» за 1901 рік ішлося, що на День усіх святих «всіма вулицями міста ішли тисячі осіб, на Янівський цвинтар переважно пішки, на Личаківський — трамваями, фіакрами та екіпажами». Трамвайна колія від центру міста до Личаківського кладовища була прокладена вже в перший рік функціонування електричного трамваю у Львові (1894-й), тоді як до Янівської рогатки трамвайну колію прокладено через 14 років. Типовий краєвид біднішого некрополя не  містив стільки пишних скульптур і гробівців, а складався переважно зі скромних земляних могил з дерев'яними хрестами. Велика кількість знаних містян, які відвідують могили своїх рідних і близьких на Личакові, притягувала увагу журналістів саме туди, а про Янівський цвинтар згадок у пресі було значно менше.

### Україна
За довідкою Львівської міськради станом на 2011 рік у місті є такі відкриті та напіввідкриті цвинтарі — Голосківський (єдиний, який повноцінно діє; найбільший на заході України), Сихівський, Ряснянський, Янівський (на них можливі дозахоронення в гробівці й могили родичів), а також 7 закритих — на вул. Варшавській, на Старому Сихові, на вул. Тракт Глинянський, Левандівський, Замарстинівський, Знесіння, Білогорща, на деяких з них, однак, незаконно продовжуються поховання. Станом на 2019 рік питання з територіями для збільшення цвинтарів стоїть дуже гостро, міська влада сподівається, що в майбутньому спорудження крематорію частково розв'яже цю проблему.